# Polygonum erythrodes
Polygonum erythrodes är en slideväxtart som beskrevs av Friedrich Anton Wilhelm Miquel. Polygonum erythrodes ingår i släktet trampörter, och familjen slideväxter. Inga underarter finns listade i Catalogue of Life.